# Chesterfield
«Че́стерфілд» (англ. Chesterfield) — марка сигарет, що випускається компанією «Altria Group Inc» (у минулому «Philip Morris Companies Inc»).

## Історія
Марка сигарет «Chesterfield» заснована у 1876 році компанією «Drummond Tobacco» (США). Названа марка в честь графства в штаті Вірджинія. Далі вона переходила у володіння компаній «American Tobacco» (1898 рік) та «Liggett & Myers» (1911 рік). В результаті цього повністю змінилась упаковка, рекламна концепція та рецептура суміші. В середині двадцятого століття марка набула найбільшу популярність, спонсорувала багато телевізійних програм, бейсбольні змагання, в її рекламі брали участь такі відомі люди, як Рональд Рейган, Джеймс Дін, Гамфрі Богарт, Люсіль Болл, Пауль Брайтнер та інші.
Наступна велика зміна марки відбулась в квітні 2008 року, коли був змінений її дизайн. Бокова сторона пачки стала декількох кольорів, в залежності від смаку, а на трьох сторонах пачки з'явився фірмовий текст. Також було змінено назви кожного смаку: Chesterfield Filter Cigarettes було змінено на Chesterfield Classic Red; Chesterfield Lights Cigarettes — Chesterfield Classic Blue; Chesterfield Ultra Lights Cigarettes — Chesterfield Classic Bronze.

## Сорти
| Назва сорту                 | Вміст смоли | Вміст нікотину | Вміст оксиду | Довжина | Скрутка | Упаковка | Штук в упаковці |
| --------------------------- | ----------- | -------------- | ------------ | ------- | ------- | -------- | --------------- |
| Chesterfield Classic Red    | 10 мг       | 0.7 мг         | 10 мг        | 80 мм   | Машинна | Блок     | 200 шт          |
| Chesterfield Classic Blue   | 6 мг        | 0.5 мг         | 7 мг         | 80 мм   | Машинна | Блок     | 200 шт          |
| Chesterfield Classic Bronze | 4 мг        | 0.4 мг         | 5 мг         | 80 мм   | Машинна | Блок     | 200 шт          |

## Згадування в культурі
- Супершпигун Джеймс Бонд, персонаж книг Яна Флемінга палить сигарети саме цієї марки. В тексті книги «Голдфінгер» марка сигарет «Честерфілд» згадується 3 рази.

— На Всі Руки, я хочу їсти, і негайно. Ще пляшку: бурбона та содову з льодом, а також пачку «Честерфілда» і або мій власний годинник, або інший не гірше. 
— Обличчя сидячих навколо столу поблідли. Бонд відчув, як натягнулась шкіра у нього на обличчі. Щоб зняти напругу, він дістав з кишені пачку «Честерфілда» і закурив. Повільно погасив запальничку, він поклав її в кишеню. Боже всемогутній! У що він встряв! Бонд згадав все, що йому було відомо про Голдфінгер.
— Нам потрібно поговорити, Голдфінгер, — спокійно сказав Бонд. — Я вам дещо розповім. Але не раніше, ніж мене розв'яжуть, принесуть пляшку бурбону, лід та пачку «Честерфілда».
- В короткометражному фільмі «Ескізи» показано пачка «Chesterfield» дизайну 2008 року із німецьким попередженням Rauchen macht kastenförmig (нім. Куріння робить форму ящика).
- Американський письменник Стівен Кінг неодноразово згадує цю марку сигарет у своїх творах, наприклад в «Серця в Атлантиді», де їх палить один з головних персонажів на ім'я Тедд.